# 65è Festival Internacional de Cinema de Berlín
El 65è Festival Internacional de Cinema de Berlín va tenir lloc entre el 5 i el 15 de febrer de 2015, amb el director estatunidenc Darren Aronofsky com a president del jurat. El director alemany Wim Wenders fou presenetat com a Os d'Or honorífic. Les set primeres pel·lícules del festival foren anunciades el 15 de desembre de 2014. La pel·lícula d'apertura fou Ningú no vol la nit d'Isabel Coixet.
El drama iranià Taxi Teheran, dirigida per Jafar Panahi, va guanyar l'Os d'Or, alhora que la seva projecció clausurava el festival.
Per primera vegada el 2015 es va fer una "Setmana de la crítica de Berlín" paral·lela al festival oficial. Igual que la Setmana de la Crítica Internacional al festival de Canes, la Setmana de la Crítica de Berlín és una barra lateral organitzada per l'Associació Alemanya de Crítics de Cinema i exhibeix pel·lícules artístiques.

## Jurat

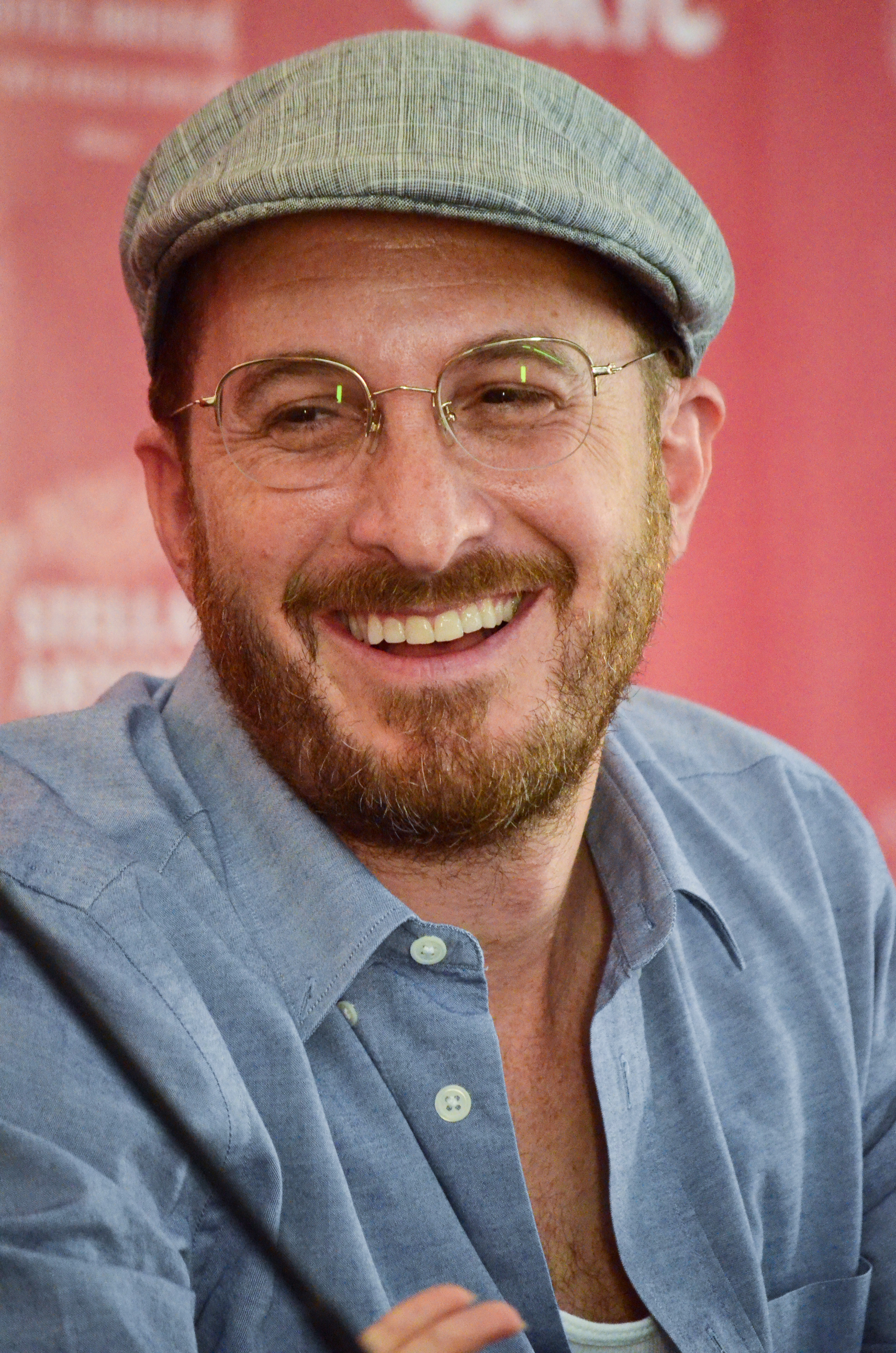
Darren Aronofsky, president del jurat

### Competició principal
El jurat va estar format per les següents persones:
- Darren Aronofsky, director estatunidenc
- Daniel Brühl, actor alemany
- Bong Joon-ho, director sud coreà
- Martha De Laurentiis, productora estatunidenca
- Claudia Llosa, directora peruana
- Audrey Tautou, actriu francesa
- Matthew Weiner, escriptor, director i productor estatunidenc

### Primera pel·lícula
Les següents persones van formar part del jurat per la Millor Primera Pel·lícula:
- Fernando Eimbcke, director mexicà
- Joshua Oppenheimer, director estatunidenc
- Olga Kurylenko, actriu francesa

Membres del jurat de la competició principal
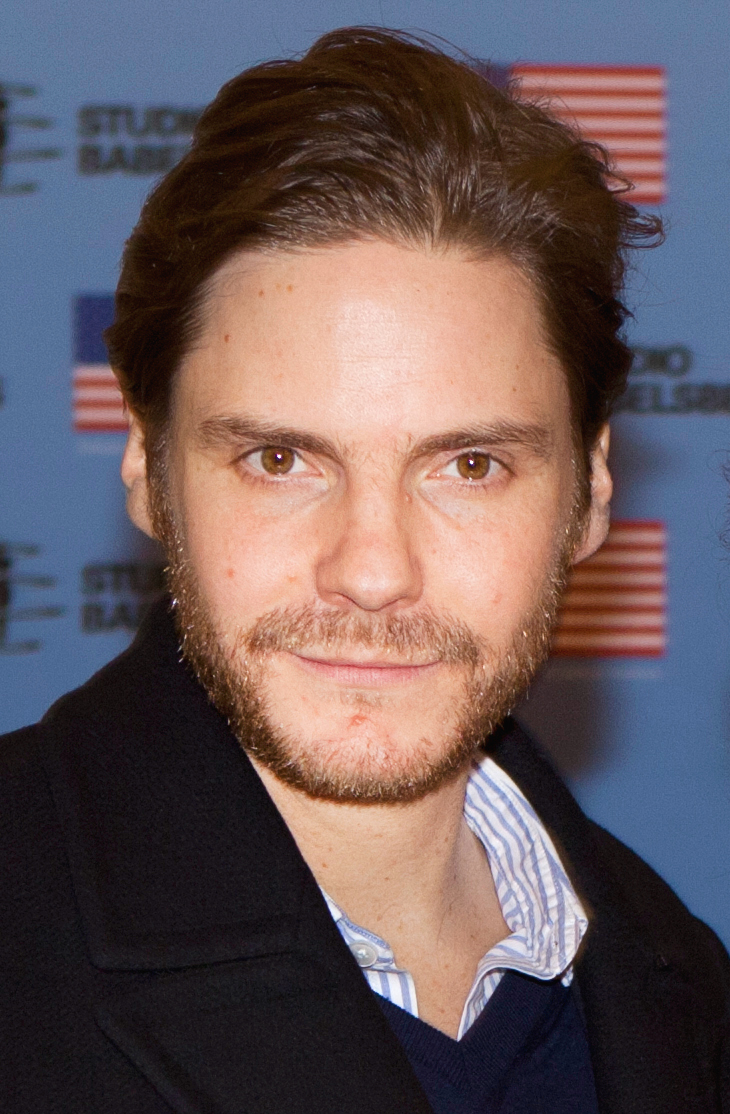
Daniel Brühl
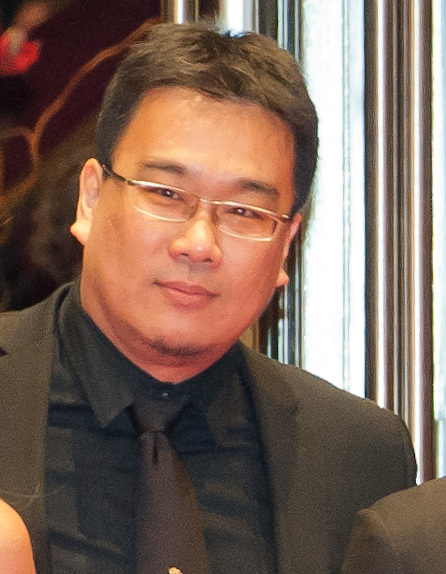
Bong Joon-ho
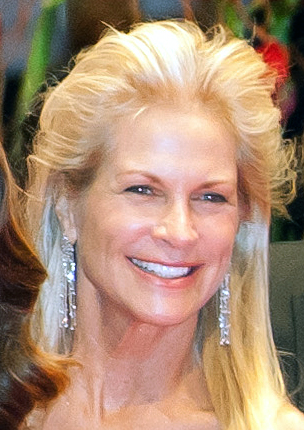
M. De Laurentiis
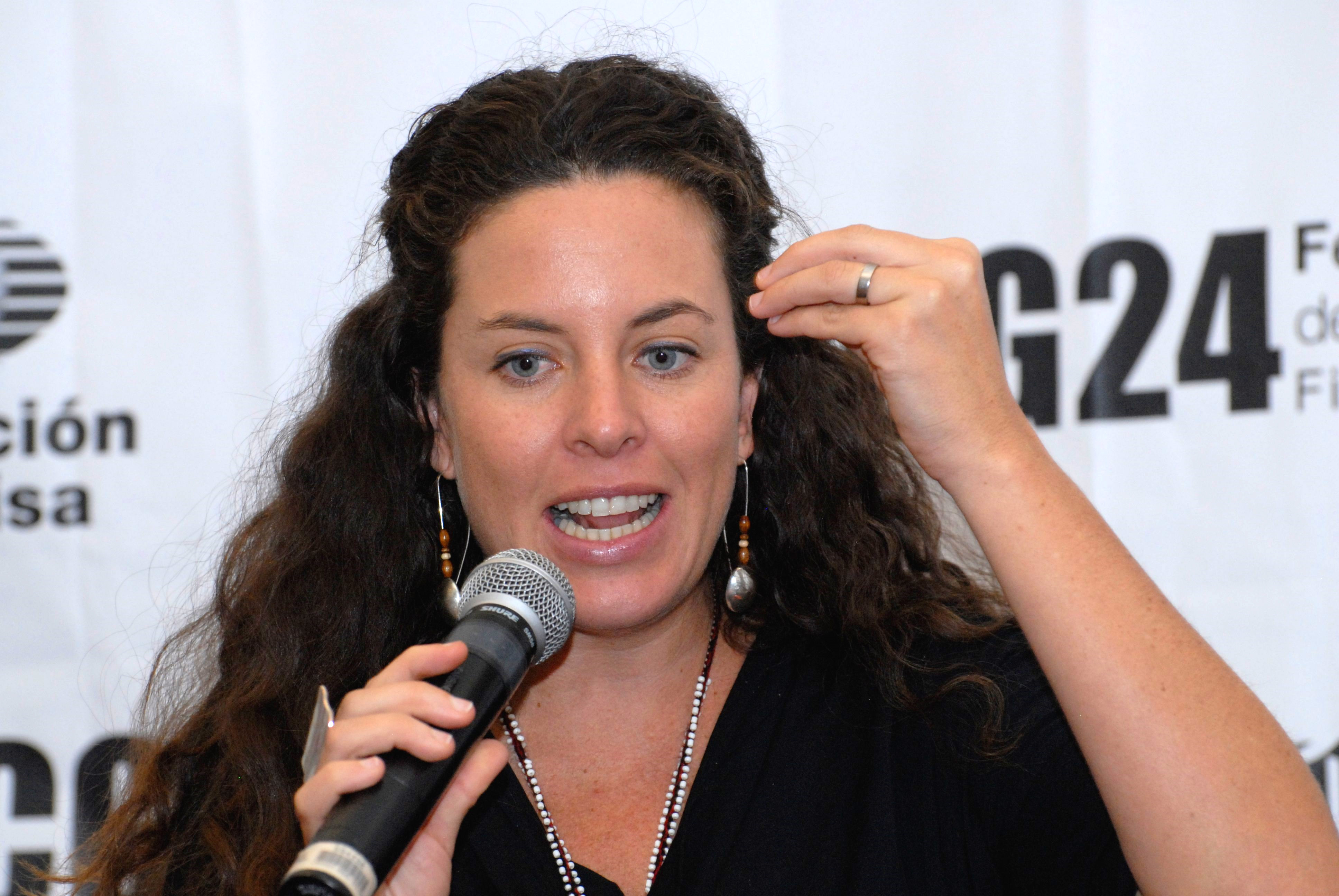
Claudia Llosa
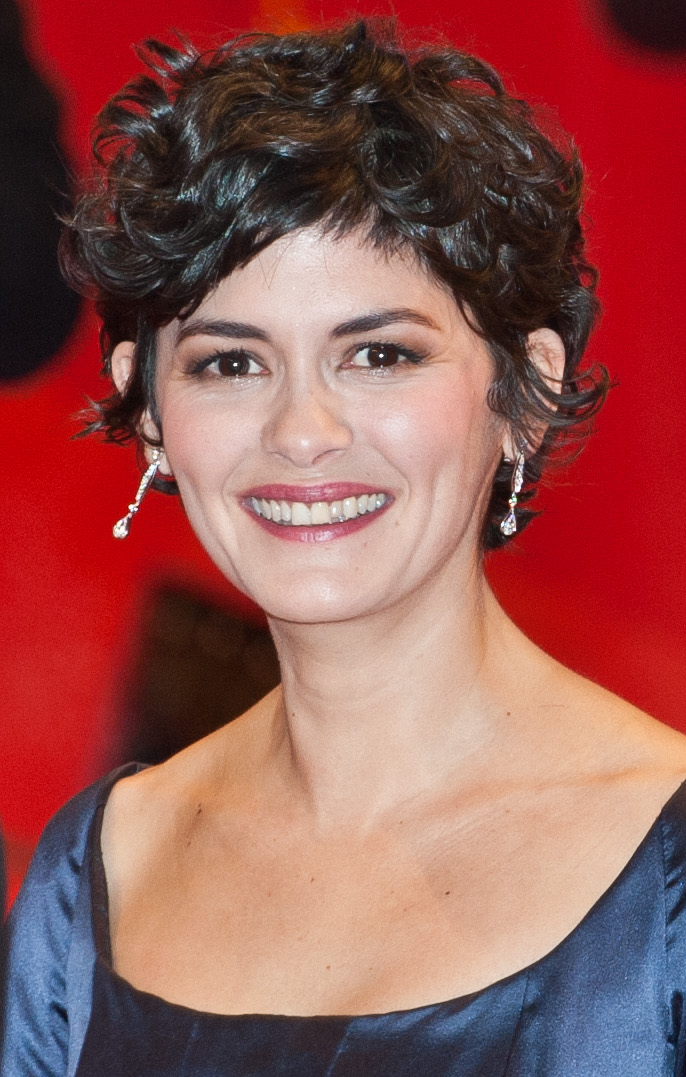
Audrey Tautou
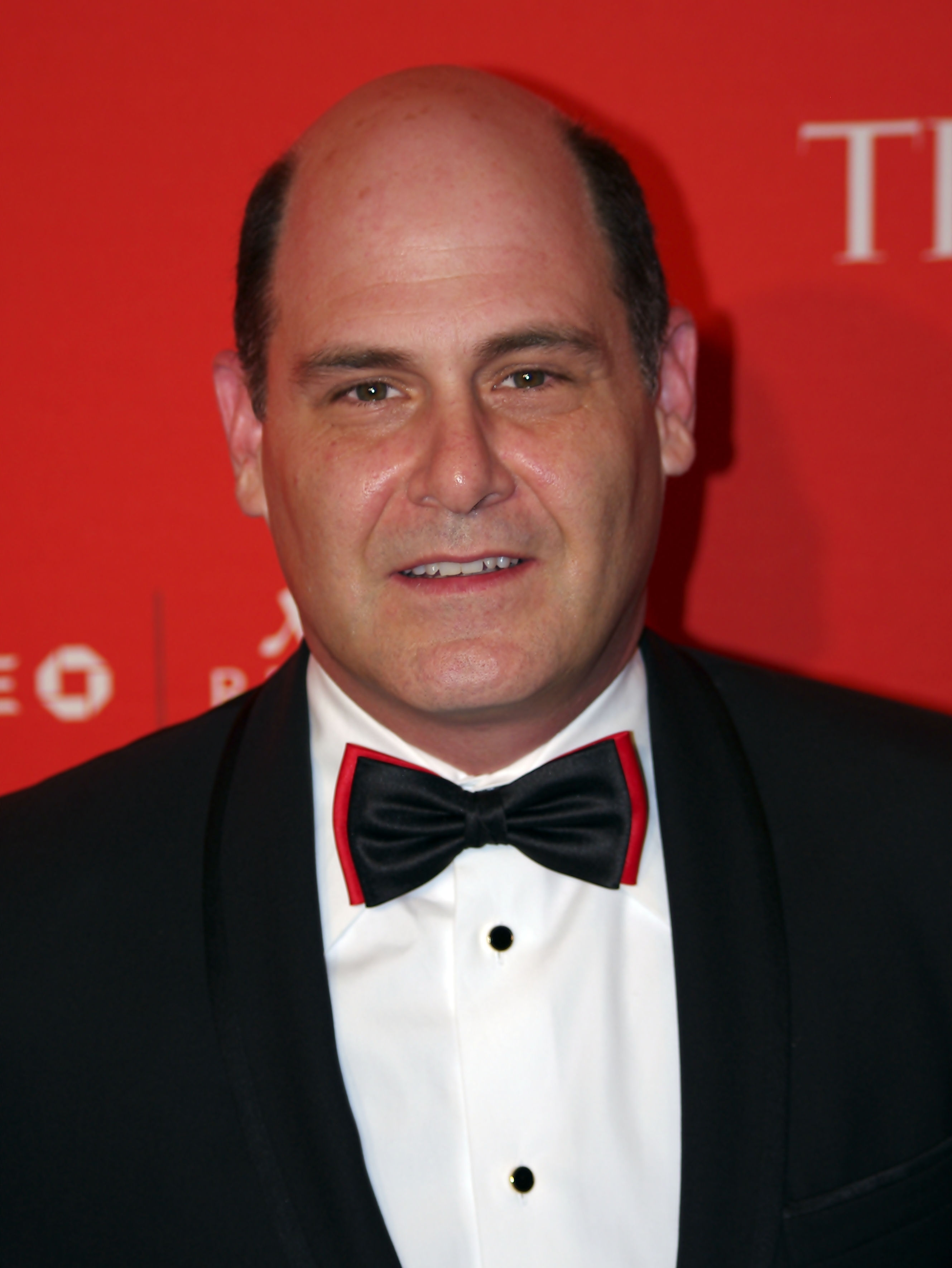
Matthew Weiner

## En competició
Les següents pel·lícules van competir per l'Os d'Or i per l'Os de Plata:
| Títol                                                    | Director(s)                | País                                      |
| -------------------------------------------------------- | -------------------------- | ----------------------------------------- |
| 45 Years                                                 | Andrew Haigh               | Regne Unit                                |
| Aferim!                                                  | Radu Jude                  | Romania, Bulgària, Txèquia                |
| Als wir träumten                                         | Andreas Dresen             | Alemanya, França                          |
| Cha và con và                                            | Dang Di Phan               | Vietnam                                   |
| Ciało                                                    | Małgorzata Szumowska       | Polònia                                   |
| Ten no Chasuke 天の茶助                                  | Sabu                       | Japó                                      |
| Journal d'une femme de chambre                           | Benoît Jacquot             | Bèlgica, França                           |
| Eisenstein in Guanajuato                                 | Peter Greenaway            | Països Baixos, Mèxic, Bèlgica, Finlàndia  |
| Yi bu zhi yao 一步之遥                                   | Jiang Wen                  | R.P. de la Xina                           |
| Ixcanul                                                  | Jayro Bustamante           | Guatemala, França                         |
| Knight of Cups                                           | Terrence Malick            | Estats Units                              |
| Ningú no vol la nit                                      | Isabel Coixet              | Espanya, França, Bulgària                 |
| Queen of the Desert                                      | Werner Herzog              | Estats Units, Marroc                      |
| Vergine giurata                                          | Laura Bispuri              | Itàlia, Suïssa, Alemanya, Albània, Kosovo |
| Taxi تاکسی                                               | Jafar Panahi               | Iran                                      |
| El Club                                                  | Pablo Larraín              | Xile                                      |
| El botón de nácar                                        | Patricio Guzmán            | França, Xile, Espanya                     |
| Pod electricheskimi oblakami Под электрическими облаками | Aleksei Alekseivich German | Rússia, Ucraïna, Polònia                  |
| Victoria                                                 | Sebastian Schipper         | Alemanya                                  |

## Fora de competició
Les següents pel·líocules foren seleccionades per ser projectades fora de competició:
| Títol                               | Director(s)         | País                                     |
| ----------------------------------- | ------------------- | ---------------------------------------- |
| Elser – Er hätte die Welt verändert | Oliver Hirschbiegel | Alemanya                                 |
| Cinderella                          | Kenneth Branagh     | Estats Units                             |
| Every Thing Will Be Fine            | Wim Wenders         | Alemanya, Canadà, França, Suècia, Norway |
| Mr. Holmes                          | Bill Condon         | Regne Unit, Estats Units                 |

## Panorama
Les següents pel·lícules foren seleccionades per la secció Panorama:
| Títol                                                          | Director(s)                 | País                               |
| -------------------------------------------------------------- | --------------------------- | ---------------------------------- |
| 54 (director's cut)                                            | Mark Christopher            | Estats Units                       |
| 600 millas                                                     | Gabriel Ripstein            | Mèxic                              |
| Ausência                                                       | Chico Teixeira              | Brasil, Xile, França               |
| Angelica                                                       | Mitchell Lichtenstein       | Estats Units                       |
| Bizarre                                                        | Étienne Faure               | França, Estats Units               |
| Sangue azul                                                    | Lírio Ferreira              | Brasil                             |
| Onthakan                                                       | Anucha Boonyawatana         | Tailàndia                          |
| Mariposa                                                       | Marco Berger                | Argentina                          |
| Chorus                                                         | François Delisle            | Canadà                             |
| Dora oder Die sexuellen Neurosen unserer Eltern                | Stina Werenfels             | Suïssa, Alemanya                   |
| Dyke Hard                                                      | Bitte Andersson             | Suècia                             |
| El incendio                                                    | Juan Schnitman              | Argentina                          |
| How to Win at Checkers (Every Time)                            | Josh Kim                    | Tailàndia, Estats Units, Indonèsia |
| I Am Michael                                                   | Justin Kelly                | Estats Units                       |
| Der letzte Sommer der Reichen                                  | Peter Kern                  | Àustria                            |
| Al-Hob wa Al-Sariqa wa Mashakel Ukhra الحب والسرقة ومشاكل أخرى | Muayad Alayan               | Palestina                          |
| Paridan az Ertefa Kam                                          | Hamed Rajabi                | Iran, França                       |
| Meurtre à Pacot                                                | Raoul Peck                  | França, Haití, Noruega             |
| Nasty Baby                                                     | Sebastián Silva             | Estats Units                       |
| Necktie Youth                                                  | Sibs Shongwe-La Mer         | Sud-àfrica                         |
| Ned Rifle                                                      | Hal Hartley                 | Estats Units                       |
| Gukjesijang                                                    | Yoon Je-kyoon               | Corea del Sud                      |
| Out of My Hand                                                 | Takeshi Fukunaga (福永壮志) | Estats Units                       |
| Mot naturen                                                    | Ole Giæver, Marte Vold      | Noruega                            |
| Jun Zhong Le Yuan 軍中樂園                                     | Doze Niu                    | Taiwan                             |
| Petting Zoo                                                    | Micah Magee                 | Alemanya, Grècia, Estats Units     |
| Pionery-geroi                                                  | Natalia Kudryashova         | Rússia                             |
| Al bahr min ouaraikoum البحر من ورائكم                         | Hisham Lasri                | Marroc                             |
| Que Horas Ela Volta?                                           | Anna Muylaert               | Brasil                             |
| Stories of Our Lives                                           | Jim Chuchu                  | Kenya                              |
| Sangailės vasara                                               | Alanté Kavaïté              | Lituània, França, Països Baixos    |
| Zui Sheng Meng Si 醉·生夢死                                    | Chang Tso-Chi               | Taiwan                             |
| Härte                                                          | Rosa von Praunheim          | Alemanya                           |
| De ce eu?                                                      | Tudor Giurgiu               | Romania, Bulgària, Hongria         |

## Berlinale Special
Les següents pel·lícules foren seleccionades per la secció Berlinale Special:
| Títol                | Director(s)                                     | País                                                 |
| -------------------- | ----------------------------------------------- | ---------------------------------------------------- |
| Are You Here         | Matthew Weiner                                  | Estats Units                                         |
| Bloodline            | Todd A. Kessler, Daniel Zelman, i Glenn Kessler | Estats Units                                         |
| Breathe Umphefumlo   | Mark Dornford-May                               | Sud-àfrica                                           |
| Fifty Shades of Grey | Sam Taylor-Johnson                              | Estats Units                                         |
| Torneranno i prati   | Ermanno Olmi                                    | Itàlia                                               |
| Life                 | Anton Corbijn                                   | Regne Unit, Canadà                                   |
| The Look of Silence  | Joshua Oppenheimer                              | Dinamarca, Noruega, Finlàndia, Regne Unit, Indonèsia |
| Love and Mercy       | Bill Pohlad                                     | Estats Units                                         |
| Die abhandene Welt   | Margarethe von Trotta                           | Alemanya                                             |
| Selma                | Ava DuVernay                                    | Regne Unit, Estats Units                             |
| The Seventh Fire     | Jack Pettibone Riccobono                        | Estats Units                                         |
| Fúsi                 | Dagur Kári                                      | Islàndia, Dinamarca                                  |
| Woman in Gold        | Simon Curtis                                    | Regne Unit, Estats Units                             |

## Berlinale Classics
Les següents pel·lícules foren seleccionades per ser exhibides a la secció Berlinale Classics:
| Títol                    | Director(s)        | País i any          |
| ------------------------ | ------------------ | ------------------- |
| Jahrgang 45              | Jürgen Böttcher    | RDA (1966)          |
| Neun Leben hat die Katze | Ula Stöckl         | RFA (1968)          |
| Goldfinger               | Guy Hamilton       | Regne Unit (1964)   |
| In Cold Blood            | Richard Brooks     | Estats Units (1967) |
| Varieté                  | Ewald André Dupont | Alemanya (1925)     |

## Premis

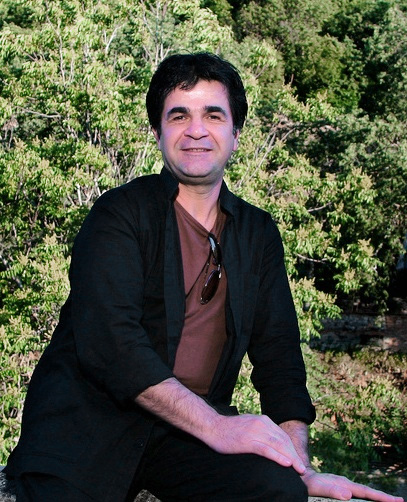
L'Os d'Or de 2015 fou atorgat a Taxi de Jafar Panahi.

El jurat va atorgar els següents premis:
- Os d'Or – Taxi de Jafar Panahi

- Premi Especial del Jurat (Os de Plata) – El Club de Pablo Larraín
- Premi Alfred Bauer (Os de Plata) – Ixcanul de Jayro Bustamante
- Millor director
  - Radu Jude per Aferim!
  - Małgorzata Szumowska per Ciało
- Millor actriu – Charlotte Rampling per 45 Years
- Millor actor – Tom Courtenay per 45 Years
- Os de Plata al millor guió – Patricio Guzmán per El botón de nácar
- Os de Plata a la millor contribució artística en fotografia
  - Sturla Brandth Grøvlen per Victoria
  - Sergey Mikhalchuk i Evgeniy Privin per Pod electricheskimi oblakami
- Premi Millor Primera Pel·lícula – 600 millas de Gabriel Ripstein[21]
- Premi Panorama Audience[22]
  - 1r Lloc: Que Horas Ela Volta? de Anna Muylaert
  - 2n Lloc: Stories of Our Lives de Jim Chuchu
  - 3r Lloc: Härte de Rosa von Praunheim
- Generation
  - The Grand Prix a la millor pel·Lícula
  - Menció Especial del Jurat per Infants a la Millor Pel·lícula per Generation Kplus
  - Dhanak de Nagesh Kukunoor[23][24]
- Premi Teddy: Nasty Baby de Sebastián Silva[25]
- Premi FIPRESCI[26]
  - Competició: Taxi de Jafar Panahi
  - Panorama: Paridan az Ertefa Kam de Hamed Rajabi

## Imatge del Festival
El pòster del festival fou dissenyat per BOROS agency, qui havia també dissenyat els quatre pòsters anteriors del festival. El director del festival Dieter Kosslick va descriure el pòster com "el segon glamurós i ple de suspens que precedeix a totes les experiències cinematogràfiques és quan la cortina s'obre per revelar la pantalla. El motiu del cartell d'aquest any pretén despertar l'anticipació d'aquest moment màgic".